# Arquidiocese de Siracusa
A Arquidiocese de Siracusa (Archidiœcesis Syracusana) é uma circunscrição eclesiástica da Igreja Católica que fica na Sicília, Itália e tornou-se uma arquidiocese em 1744.

## Cronolgia dos Arcebispos do sèculo XX
| #                   | Nome                  | Período    | Notas                         |
| Arcebispos          | Arcebispos            | Arcebispos | Arcebispos                    |
| ------------------- | --------------------- | ---------- | ----------------------------- |
|                     | Francesco Lomanto     | 2020-atual |                               |
|                     | Salvatore Pappalardo  | 2008-2020  |                               |
|                     | Giuseppe Costanzo     | 1989-2008  |                               |
|                     | Calogero Lauricella † | 1973-1989  |                               |
|                     | Giuseppe Bonfigioli † | 1968-1973  | Nomeado Arcebispo de Cagliari |
|                     | Ettore Baranzini †    | 1933-1968  |                               |
|                     | Giacomo Carabelli †   | 1921-1932  |                               |
|                     | Luigi Bignami †       | 1905-1919  |                               |
|                     | Giuseppe Fiorenza †   | 1896-1905  |                               |
| Arcebispo-coadjutor |                       |            |                               |
|                     | Giuseppe Bonfigioli † | 1963-1968  |                               |
| Bispo-auxiliar      |                       |            |                               |
|                     | Costantino Caminada   | 1960-1962  | Nomeado Bispo de Ferentino    |
|                     | Francesco Pennisi     | 1950-1955  | Nomeado Bispo de Ragusa       |